# Urinari

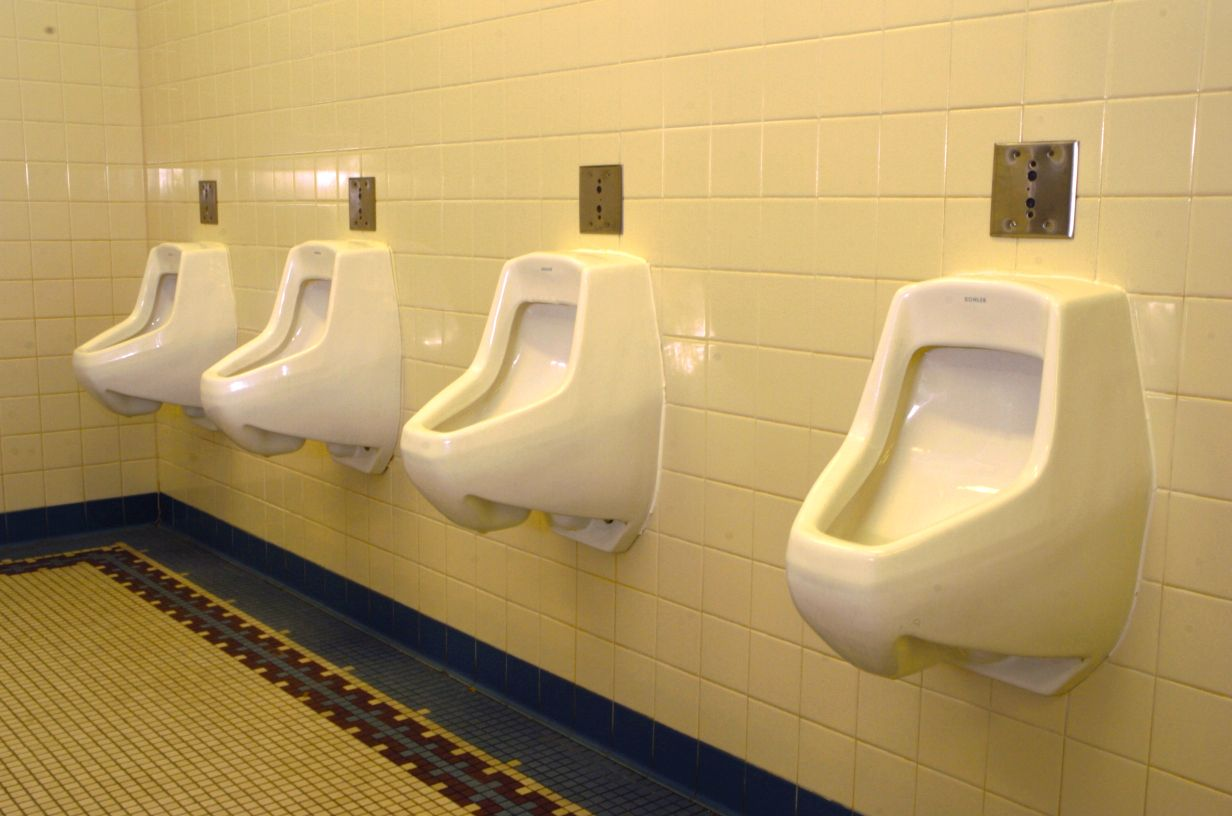
Fila d'urinaris suspesos

Un  urinari o orinador és un aparell utilitzat per orinar, generalment situat en banys públics masculins. Solen ser de porcellana, fosa o acer. N'hi ha amb diferents formes: rodons, ovalats, rectangulars, suspesos del mur o recolzats a terra.

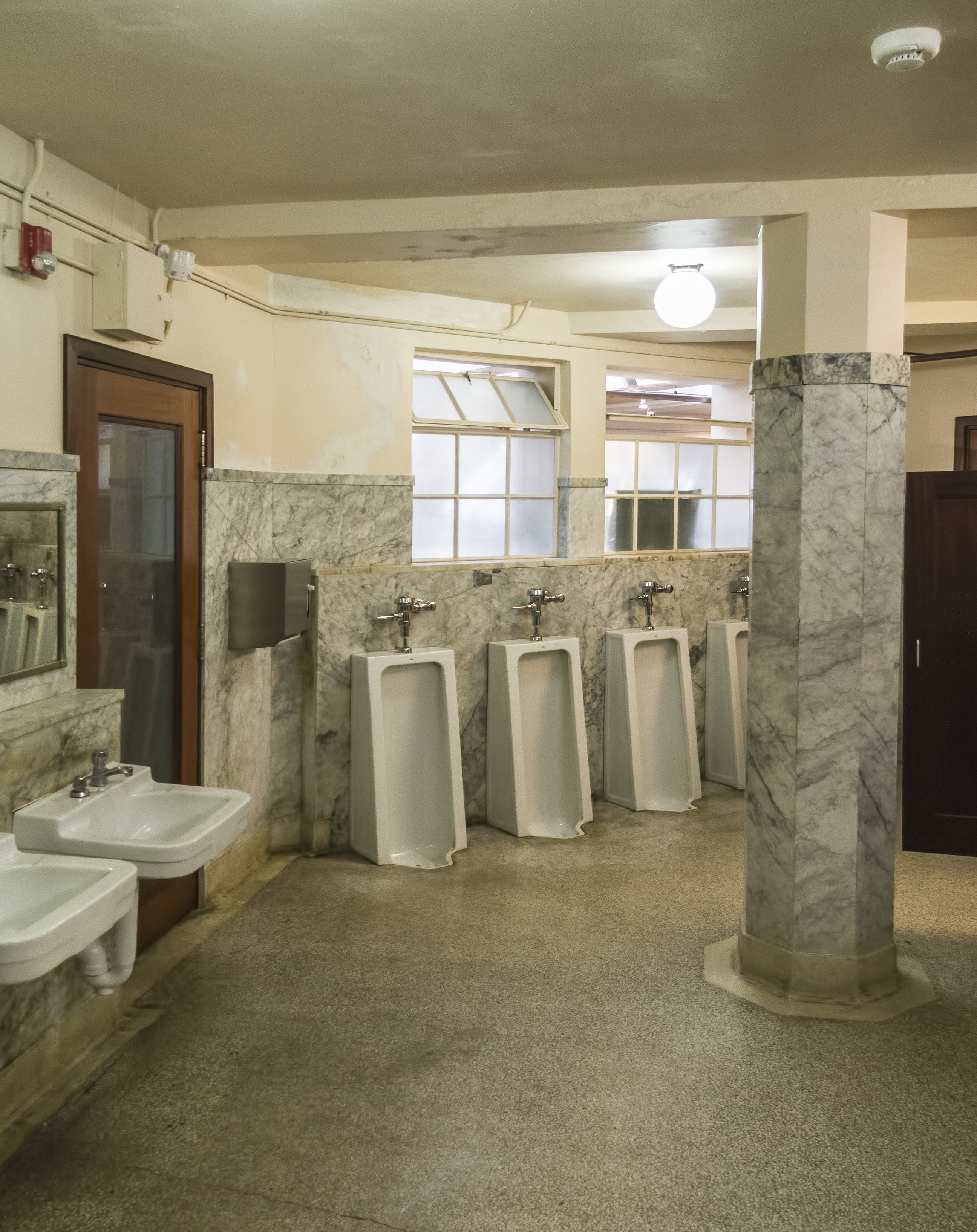
Urinaris recolzats a terra

L'urinari es diferencia de l'inodor en el fet que està dissenyat només per a orinar, és a dir, per abocar únicament excrements líquids. De la mateixa manera que els vàters, la majoria té una descàrrega d'aigua, que pot ser automàtica per mitjà de sensor o electrovàlvules, o manual amb un polsador. Poden contenir desinfectants amb desodoritzant per evitar olors desagradables i mantenir la higiene.
Són dispositius que generalment consumeixen una gran quantitat d'aigua, entre d'altres a causa de la manca de consciència o descuit dels que el fan servir, per això se'ls hi poden incorporar elements manuals o automàtics que possibiliten un ús racional de l'aigua. Fins i tot hi ha models que per funcionar no utilitzen gaire aigua, ja que fan servir en la descàrrega un dipòsit que conté un gel de baixa densitat, que al moment de passar l'orina, activa una mena de trampa o barrera de manera automàtica, que només consumeix mig litre d'aigua un parell de vegades al dia amb l'únic objectiu de retirar l'orina o altres substàncies que poguessin quedar adherits a la superfície de l'urinari.
Vers 1870 es va començar a equipar les ciutats d'urinaris públics, per tal promoure la higiene i evitar que els homes continuïn pol·luint angles foscs no apropiats. A l'època on l'homosexualitat només es podia viure en clandestinitat, aquest equipament va evolucionar vers un lloc de trobada. S'hi havia sempre d'actuar amb la màxima prudència i amb molta por. «Era un calvari per aquells que eren catòlics practicants o que estaven convençuts que eren uns malalts». Durant la dictadura franquista els urinaris eren llocs predilectes de la policia per a caçar homosexuals. Fora de la península Ibèrica, uns dels urinaris més famosos va ser el de la plaça Spielbudenplatz a Sankt Pauli (Hamburg) al qual la policia urbana havia instal·lat un mirall translúcid darrere del qual havia un lloc d'observació. El 1980, l'activista gai Corny Littmann va trencar el mirall i descobrir el post d'observació. Un escàndol va esclatar quan va palesar que la policia tenia set posts més, des dels quals va observar els gais des del 1964, amb complicitat del govern socialdemòcrata de la ciutat estat.

## Normes
Segons la normativa d'accessibilitat catalana, quan hi ha més de cinc unitats, l'alçada del cantell ha de ser entre 30 i 40 cm almenys en una unitat. Quan s'agrupin més d'un vàter en els vestidors d'homes d'equipaments esportius, es podrà substituir un wàter per dos urinaris, sempre que hi resti almenys un wàter. En càmpings i altres establiments d'ús turístic vigeixen altres normes. La Comissió Europea aprovà una normativa per atorgar una etiqueta ecològica per inodors i urinaris de descàrrega a feble consum d'aigua.